# Arpent
Arpent (phát âm tiếng Pháp: [aʁpɑ̃]) là một đơn vị đo chiều dài và là đơn vị đo diện tích. Nó là một đơn vị Pháp trước khi có hệ mét dựa trên hệ đơn vị đo lường La Mã. Nó được sử dụng ở Quebec, một số khu vực của Hoa Kỳ là một phần của Louisiana thuộc Pháp và ở Mauritius và Seychelles.

## Ngữ nguyên học
Từ arpent được cho là bắt nguồn từ tiếng Latinh arepennis (bằng nửa jugerum), từ đó xuất phát từ tiếng Gaulish *are-penno - ("kết thúc, cực hạn của một lĩnh vực").

## Đơn vịchiều dài
Có nhiều arpent tiêu chuẩn khác nhau. Phổ biến nhất là arpent được sử dụng ở Bắc Mỹ, được định nghĩa là 180 feet Pháp (pied, khoảng 32,48 xentimét hay 12,79 inch), và arpent được sử dụng ở Paris, được xác định là 220 feet Pháp.

## Đơn vị diện tích
Trong lịch sử, ở Bắc Mỹ, 1 arpent (vuông) (arpent carré), còn được gọi là mẫu Anh, là 180 feet Pháp × 180 feet Pháp = 32.400 feet vuông Pháp = khoảng 3419 mét vuông = khoảng 0,845 mẫu Anh. Một số tiểu bang Hoa Kỳ có định nghĩa chính thức về arpent khác nhau một chút:
- Ở Louisiana, Mississippi, Alabama và Florida, chuyển đổi chính thức là 1 arpent = 0,84628 mẫu Anh (3.424,8 mét vuông).[1]
- Ở Arkansas và Missouri, chuyển đổi chính thức là 1 arpent = 0,8507 mẫu Anh (3.443 mét vuông).[2]

Ở Paris, arpent vuông là 220 feet Pháp × 220 feet Pháp = 48.400 feet vuông Pháp, khoảng 5.107 mét vuông hay 1,262 mẫu Anh.
Ở Mauritius và Seychelles, một arpent bằng khoảng 4220,87 mét vuông, 0,221 ha, 1,043 mẫu Anh.

## Louisiana
Ở Louisiana, thửa đất được gọi là phần arpent hoặc trợ cấp đất arpent Pháp cũng trước ngày Hệ thống Khảo sát mặt đất công cộng (PLSS), nhưng được coi là phần PLSS. Một arpent là một phép đo của Pháp khoảng 192 foot (59 m) và một arpent vuông (cũng được gọi là arpent) bằng khoảng 0,84 mẫu Anh (3.400 m2).
Sự phân chia đất đai theo arpent của Pháp là những mảnh đất hẹp dài, còn được gọi là trang trại ruy băng, thường được tìm thấy dọc theo các dòng chảy của miền nam Louisiana, và cũng được tìm thấy dọc theo các tuyến đường thủy chính ở các khu vực khác. Hệ thống phân khu đất này được bắt đầu bởi những người định cư Pháp vào thế kỷ 18, theo thông lệ điển hình của Pháp vào thời điểm đó và được cả chính phủ Tây Ban Nha và chính phủ Mỹ tiếp tục sau khi mua lại Louisiana Purchase. Một phân chia đất đai điển hình của Pháp là 2 đến 4 arpent rộng dọc theo sông cùng 40 đến 60 arpent sâu, trong khi phân chia đất arpent Tây Ban Nha có xu hướng rộng 6 đến 8 arpent.
Phương pháp phân chia đất đai này đã cung cấp cho mỗi chủ sở hữu đất mặt tiền sông cũng như đất thích hợp để canh tác và sinh sống. Các khu vực này được cung cấp số giống như các phần tiêu chuẩn, mặc dù số phần thường xuyên vượt quá giới hạn trên bình thường là 36.